# فیرلی
فیرلی (به لاتین: Fairlie, New Zealand}} یک شهر در نیوزیلند است که در ناحیه مکنزی واقع شده‌است.

## خصوصیات
فیرلی ۷۱۷ نفر جمعیت دارد.